# كريستيان يوهانسن إيهلن
كريستيان يوهانسن إيهلن هو سياسي نرويجي، ولد في 26 نوفمبر 1838 في مودوم في النرويج، وتوفي في 14 يناير 1901. نشط حزبياً في Moderate Liberal Party ‏. وقد انتخب نائب عضو برلمان النرويج ‏ عن دائرة  خلال فترته النيابية ‏ (1883 – 1885) وانتخب عضو برلمان النرويج ‏ عن دائرة  خلال فترته النيابية ‏ (1889 – 1891).